# IHK Potsdam

Das Logo der IHK Potsdam

Die Industrie- und Handelskammer Potsdam (kurz IHK Potsdam; 1898–1919 Handelskammer Potsdam, 1945–1947 Industrie- und Handelskammer der Provinz Mark Brandenburg, 1947–1953 Industrie- und Handelskammer des Landes Brandenburg) ist eine Körperschaft öffentlichen Rechts, der Gewerbeunternehmen der Region Westbrandenburg angehören. Das sind im Einzelnen die Landkreise Oberhavel, Prignitz, Ostprignitz-Ruppin, Havelland, Potsdam-Mittelmark und Teltow-Fläming sowie die kreisfreie Stadt Brandenburg an der Havel und die Landeshauptstadt Potsdam.

## Geschichte

### Von der ersten Gründung bis zur Eingliederung nach Berlin
Am 13. Mai 1841 ersuchte der 7. Provinziallandtag der Mark Brandenburg den König um die Einrichtung einer Handelskammer nach dem Vorbild der Kammern in der Rheinprovinz. Die Initiative hatte keinen Erfolg. Erst Ende der 1880er Jahre wurden Planungen zur Einrichtung einer Handelskammer konkreter. 1889 lehnte das Regierungspräsidium eine Einrichtung ab. Der Brandenburger Großkaufmann Karl Blell formulierte am 16. Dezember 1890 eine öffentliche Denkschrift zur Gründung einer Kammer. Das Regierungspräsidium lehnte 1891 jedoch ab und favorisierte eine Handelskammer in Berlin für den gesamten Regierungsbezirk. 1897 wurde das Handelskammergesetz geändert. Nun begann erneut die Diskussion über die Kammergründung. Hauptkonfliktpunkt war die Frage, ob eine gemeinsame Kammer in Potsdam oder zwei Kammern in Potsdam und Brandenburg sinnvoll wären. Am 23. April 1898 genehmigte das Ministerium die Bildung einer Handelskammer Brandenburg und der Handelskammer Potsdam. Am 10. Oktober 1898 wurde die Potsdamer Handelskammer erstmals gegründet.
Der Kammerbezirk bestand aus der Stadt Potsdam, der Stadt Spandau und den Kreisen Osthavelland, Ruppin und Luckenwalde. Die Kreise Prenzlau, Templin, Angermünde und Oberbarnim, die zuerst die Gründung einer Handelskammer Angermünde erwogen hatte, wurden mit Ministerbeschluss vom 19. März 1900 dem Bezirk der Potsdamer Kammer zugeschlagen.
Nach der Vergrößerung des Kammerbezirks wurde der Wunsch stärker, den Sitz in das zentrale Berlin zu verlegen. Auf der Vollversammlung am 10. November 1902 wurde mit 18 zu 13 Stimmen bei 5 Enthaltungen die Verlegung nach Berlin beschlossen. Am 25. Mai 1903 wurde die Verlegung durch das Ministerium genehmigt. Die Kammer trug nun den Namen Potsdamer Handelskammer, Sitz Berlin. In Potsdam blieb eine Zweigstelle bestehen. In Berlin wurde die Kammer in angemieteten Räumen in der Dorotheenstraße 72–74 untergebracht. 1908 beschloss man den Erwerb eines eigenen Gebäudes. Gekauft wurde das Haus Klosterstraße 41 der Landesversicherungsanstalt Berlin.
Am 10. März 1919 genehmigte der Minister für Handel und Gewerbe die Fusion der Handelskammern in Berlin und Potsdam. Potsdam wurde zu einer Zweigstelle der Industrie- und Handelskammer zu Berlin.

### In SBZ und DDR
Nach dem Ende des Zweiten Weltkriegs erfolgte die Teilung Deutschlands sowie des Kammerbezirks der Berliner IHK. Während Berlin aufgrund des Viermächte-Status eine Sonderrolle hatte, war das Umland Berlins Teil der SBZ geworden. Daher erließ die Provinzialverwaltung am 24. Oktober 1945 die Verordnung über die Bildung der Industrie- und Handelskammer der Provinz Mark Brandenburg. Diese war für die ganze Provinz Brandenburg bzw. ab 1947 das Land Brandenburg zuständig.
Die Industrie- und Handelskammer der Provinz Mark Brandenburg war auch nicht als demokratisches Selbstverwaltungsinstrument der Wirtschaft konzipiert. Der Kammerpräsident wurde von der Provinzialverwaltung ernannt. Die Mitglieder der Kammer wurden paritätisch von der Verwaltung, dem FDGB und den Unternehmensvertretern gestellt.
Sitz der Kammer war Potsdam. Die Geschäftsstelle befand sich in der Berliner Straße 29, dann in der Saarmunder Straße 23 und später in der Heinrich-Mann-Allee 103. Daneben bestanden Zweigstellen in Eberswalde, Brandenburg, Frankfurt (Oder) und Cottbus.
Durch die Verstaatlichungen und die Einführung der Planwirtschaft verlor die Kammer zunehmend an Bedeutung. 1949 musste Kammerpräsident Otto Schwarz in den freien Westen flüchten.
1953 wurde die Kammer unter diesem Namen auf Beschluss des Ministerrates der DDR aufgelöst. Die verbliebenen Restaufgaben übernahm die Industrie- und Handelskammer der DDR.

### Nach der Wende
Am 15. Februar 1990 erfolgte (zunächst auf privater Basis) die Wiedergründung als Industrie- und Handelskammer Potsdam. Am 1. März 1990 verabschiedete die DDR-Regierung die Verordnung über die Industrie- und Handelskammern der DDR und schuf damit die rechtliche Grundlage. In Folge der Wiedereinführung der Marktwirtschaft wuchs die Zahl der Mitgliedsunternehmen rasch. Ende März 1990 waren 4379 Mitglieder eingeschrieben. Diese Zahl wuchs auf 13.000 Ende 1990 und 36.000 im Herbst 1992. Der Kammerbezirk umfasste zunächst den Bezirk Potsdam und den Kreis Perleberg, später kamen die Kreise Prenzlau und Templin hinzu.
Nach 18 Jahren Dienstzeit als Kammerpräsident musste Victor Stimming im November 2014 zurücktreten, nachdem finanzielle Unregelmäßigkeiten bekannt wurden. Die Kammer sprach von einem Schaden von 500.000 bis 600.000 Euro und kündigte Schadensersatzklage an.

## Sitz
Die IHK Potsdam hat ihren Hauptsitz in Potsdam sowie RegionalCenter im Kammerbezirk. So befinden sich das RegionalCenter Potsdam/Potsdam-Mittelmark in Potsdam, RegionalCenter Oberhavel in Oranienburg, das RegionalCenter Ostprignitz-Ruppin in Neuruppin, das RegionalCenter Prignitz in Pritzwalk, das RegionalCenter Brandenburg a.d.H./Havelland in Brandenburg an der Havel und das RegionalCenter Teltow-Fläming in Luckenwalde.

## Organisation
Ina Hänsel ist seit dem 7. September 2022 Präsidentin. Die IHK betreut ca. 83.000 Mitgliedsunternehmen (31. Dezember 2021) in Westbrandenburg.

## Preisverleihungen/Ereignisse
Die IHK Potsdam verleiht alljährlich den Unternehmenspreis der IHK Potsdam seit dem Jahr 2009. Im Jahr 2013 hieß die Auszeichnung „Brandenburger Zukunftspreis CAI“. CAI stand für creative, active, innovative und wurde in den Kategorien Innovation, Wachstum, Gesellschaftliches Engagement und Nachhaltigkeit vergeben. In früheren Jahren war die Auszeichnung unten dem Namen Innovationspreis der IHK Potsdam bekannt. Seit dem Jahr 2014 wird der Zukunftspreis Brandenburg gemeinsam von den Wirtschaftskammern – den IHKs Potsdam, Cottbus und Ostbrandenburg sowie von den Handwerkskammern Potsdam, Cottbus und Frankfurt (Oder) – vergeben.

## Initiativen
Die Ausbildungsinitiative „Mach es in Brandenburg“ wurde im Jahr 2010 von der IHK Potsdam  gegründet, um zukünftigen Auszubildenden, Eltern, Lehrern und Unternehmen  Informationen zur Ausbildung im IHK-Bezirk zur Verfügung zu stellen und die freien Lehrstellen im Land an interessierte Jugendliche zu vermitteln.
Ziel der Initiative ist es, die freien Lehrstellen im Land Brandenburg bei Jugendlichen auf Ausbildungsplatzsuche bekannt zu machen und für sie Lehrstellen zu finden. In dem Einzugsgebiet der IHK Potsdam, zu dem die Landeshauptstadt Potsdam, die Stadt Brandenburg an der Havel sowie die Landkreise Prignitz, Ostprignitz-Ruppin, Oberhavel, Havelland, Potsdam-Mittelmark und Teltow-Fläming gehören, stehen Jahr für Jahr noch hunderte freie Ausbildungsplätze zur Verfügung.  Die Ausbildungsinteressierten sollen durch attraktive Angebote im Land Brandenburg gehalten werden, um dem Fachkräftemangel entgegenzuwirken.
Kanu-Olympiasieger Sebastian Brendel unterstützte von 2012 bis 2015 die Initiative „Mach es in Brandenburg“.

## Präsidenten
- Heinrich Friedrich (1898–1903)
- Karl Marggraff (1903–1917)
- Friedrich Albert Spieker (1917–1919)
- Otto Schwarz (1945–1949)
- Otto Völz (1949–1953)
- Hans-Joachim Leue (1990–1995)
- Victor Stimming (1995–2014)
- Beate Fernengel (2014–2017)
- Peter Heydenbluth (2017–2022)
- Ina Hänsel (seit 2022)